# ОФГ София
ОФГ София е дивизия, в която играят отбори от област София. Разделена е на Източна подгрупа и Западна подгрупа.

## Източна подгрупа
През сезон 2022/23 участват 10 отбора.

### Отбори 2022/23
- Ботев (Ихтиман) II
- Звездец (Горна Малина)
- Искър 2022 (Злокучене)
- ОФК Костенец (гр.Костенец)
- Левски (Долна баня)
- Левски 1923 (Елин Пелин)
- Мътивир (Ихтиман)
- Пирдоп (Пирдоп)
- Ракитин (Трудовец)
- Рилец (Говедарци)
- Спортист (Нови хан)
- Средногорец 2016 (Златица)

## Западна подгрупа
През сезон 2022/23 в групата участват 9 отбора.

### Отбори 2022/23
- Зенит (Церово)
- Козаро (Ботевград)
- Ком 98 (Годеч)
- Петърч (Петърч)
- Правец (Правец)
- Сините орли (Своге)
- Скравена (Скравена)
- Спортист 2006 (Драговищица)
- Спортист 2009 II (Своге)